# Берд-Сіті (Канзас)
Берд-Сіті (англ. Bird City) — місто (англ. city) в США, в окрузі Шаєнн штату Канзас. Населення — 437 осіб (2020).

## Географія
Берд-Сіті розташований за координатами 39°44′59″ пн. ш. 101°31′58″ зх. д. / 39.74972° пн. ш. 101.53278° зх. д. (39.749615, -101.532643).  За даними Бюро перепису населення США в 2010 році місто мало площу 5,77 км², уся площа — суходіл.

## Демографія
Згідно з переписом 2010 року, у місті мешкало 447 осіб у 211 домогосподарстві у складі 118 родин. Густота населення становила 77 осіб/км².  Було 264 помешкання (46/км²).
Расовий склад населення:
| - 96,2 % — білих - 0,4 % — корінних американців |

До двох чи більше рас належало 2,5 %. Частка іспаномовних становила 15,0 % від усіх жителів.
За віковим діапазоном населення розподілялося таким чином: 24,2 % — особи молодші 18 років, 50,1 % — особи у віці 18—64 років, 25,7 % — особи у віці 65 років та старші. Медіана віку мешканця становила 47,4 року. На 100 осіб жіночої статі у місті припадало 94,3 чоловіків;  на 100 жінок у віці від 18 років та старших — 89,4 чоловіків також старших 18 років.
Середній дохід на одне домашнє господарство  становив 45 867 доларів США (медіана — 40 380), а середній дохід на одну сім'ю — 54 243 долари (медіана — 42 500). Медіана доходів становила 35 804 долари для чоловіків та 36 250 доларів для жінок. За межею бідності перебувало 22,6 % осіб, у тому числі 41,5 % дітей у віці до 18 років та 9,8 % осіб у віці 65 років та старших.
Цивільне працевлаштоване населення становило 240 осіб. Основні галузі зайнятості: освіта, охорона здоров'я та соціальна допомога — 21,7 %, сільське господарство, лісництво, риболовля — 19,6 %, роздрібна торгівля — 11,3 %, будівництво — 11,3 %.